# Allegra compagnia (Buytewech)
Allegra compagnia è un dipinto di 72.6 × 65.4 cm, realizzato dal pittore olandese Willem Buytewech, raffigurante un allegro gruppo di persone della classe media in un interno (conversation piece).
Questo dipinto, appartenente alla prima fase della pittura di genere olandese del secolo d'oro, è caratterizzato da uno sfondo piuttosto ridotto a beneficio delle figure che hanno i visi  rivolti verso lo spettatore. I colori utilizzati sono vari e brillanti.
Da notare, anche in quest'opera dell'artista, la presenza di svariati oggetti, come gli strumenti musicali e le carte geografiche alle pareti, e animali, in questo caso una piccola scimmia sulla spalliera di una sedia, che suggeriscono a chi guarda che le persone ritratte si dilettano con piaceri di tipo non solo fisico, ma anche intellettuale, come l'interesse per i viaggi e le esplorazioni.